# Elvis Marecos
Elvis Marecos (Itá, Paraguay; 15 de febrero de 1980) es un futbolista paraguayo que juega como defensa. Actualmente milita en el club Resistencia de la División Intermedia de Paraguay. Fue parte del plantel de la selección paraguaya subcampeona de la Copa América 2011.

## Clubes
| Club                | País     | Año           |
| ------------------- | -------- | ------------- |
| Sportivo Iteño      | Paraguay | 1999          |
| 12 de Octubre       | Paraguay | 2000–2006     |
| Bolívar             | Bolivia  | 2006          |
| 12 de Octubre       | Paraguay | 2007          |
| Cobreloa            | Chile    | 2008          |
| Club Guaraní        | Paraguay | 2009–2013     |
| 12 de Octubre       | Paraguay | 2014          |
| San Lorenzo         | Paraguay | 2014          |
| Sportivo Trinidense | Paraguay | 2016          |
| Resistencia         | Paraguay | 2017–Presente |

## Palmarés
| Título                       | Equipo               | País     | Año  |
| ---------------------------- | -------------------- | -------- | ---- |
| Primera División de Paraguay | Club Guaraní         | Paraguay | 2010 |
| División Intermedia          | Sportivo San Lorenzo | Paraguay | 2014 |

## Selección nacional

### Goles en la Selección
| Resultados | Resultados | Resultados | Resultados | Lugar       | Estadio            | Fecha              | Tipo                | Gol(es) |
| ---------- | ---------- | ---------- | ---------- | ----------- | ------------------ | ------------------ | ------------------- | ------- |
| Paraguay   | 2          | 4          | Argentina  | Resistencia | Estadio Centenario | 25 de mayo de 2011 | Amistoso Copa Chaco | 1 gol   |